# 무나카타시
무나카타시(일본어: 宗像市)는 일본 후쿠오카현 무나카타 지방(후쿠오카 지방)에 있는 시이다. 기타큐슈·후쿠오카 대도시권에 속한다.

## 개요
후쿠오카시와 기타큐슈시의 중간에 위치하고 히비키나다·겐카이나다와 접하는 도시이다. 오시마섬과 오키노섬도 관할하며 도고 지구와 아카마 지구에 시가지가 형성되어 있다. 예전에는 무나카타군에 속했고 이 지역의 중심 도시이다.
후쿠오카 도시권과 기타큐슈 도시권(간몬 도시권)에 속하고 양 도시권의 10% 권역에 속하고 있다. 당초에는 기타큐슈시를 중심으로 하는 기타큐슈 도시권의 베드타운으로 발전해 왔지만 최근에는 후쿠오카시를 중심으로 하는 후쿠오카 도시권의 발전과 함께 후쿠오카 도시권으로의 흐름이 우세하다. 이러한 지리적 조건의 이점 덕분에 베드타운으로 발전해 인구가 증가하고 있다.
관광 자원이 풍부하고 일찍이 도고 헤이하치로나 아시카가 다카우지도 참배한 무나카타 대사도 있다. 역사적으로 한일 우호를 위해 노력하고 있고 또 최근에는 일본·뉴질랜드 간 우호에도 힘을 쓰고 있다.

## 인구
| 연도                           | 인구   | ±%     |
| ------------------------------ | ------ | ------ |
| 1950                           | 34,217 | —      |
| 1955                           | 34,942 | +2.1%  |
| 1960                           | 33,537 | −4.0%  |
| 1965                           | 34,029 | +1.5%  |
| 1970                           | 40,309 | +18.5% |
| 1975                           | 56,194 | +39.4% |
| 1980                           | 66,985 | +19.2% |
| 1985                           | 71,389 | +6.6%  |
| 1990                           | 78,197 | +9.5%  |
| 1995                           | 86,938 | +11.2% |
| 2000                           | 92,056 | +5.9%  |
| 2005                           | 94,148 | +2.3%  |
| 2010                           | 95,481 | +1.4%  |
| 2015                           | 96,516 | +1.1%  |
| 2020                           | 97,095 | +0.6%  |
| Munakata population statistics |        |        |

## 지리
기타큐슈시와 후쿠오카시의 거의 중간에 위치한다. 시내에는 동서로 국도 3호선·국도 495호선과 병행해 JR 가고시마 본선이 지난다. 히비키나다 및 겐카이나다의 해역과 무나카타 4총, 고노미산·신타테산 등의 산들로 둘러싸인 자연이 풍부한 풍토이다.
어업과 농업도 번성하고 시모노세키산 참복의 반수는 무나카타산이다. 무나카타 대사와 글로벌 아레나, 무나카타 유릭스, 조야마산, 고노미나토·가네자키 해수욕장 등 관광 명소가 많다. 시의 이름은 "무나카타", JR의 중심역은 아카마역이지만 시청은 도고역 근처에 있다.

### 기후
여름철 강수량은 비교적 많고 무더운 날도 많이 나타나기 때문에 태평양측 기후의 특징을 보이지만 겨울철은 동해(겐카이나다)에서 북서계절풍이 불기 때문에 비·눈이 내리는 날이 많고 겨울철 일조 시간이 짧은 등 동해측 기후의 특징도 보인다. 또 동해 연안부이기 때문에 겨울에는 강풍, 파랑 주의보가 발령되는 일이 많고 가끔 폭풍·파랑 경보가 발령되는 일도 있다. 여름부터 가을까지는 태풍의 영향도 받기 쉽다. 연 강수량은 1700mm 정도로 연평균 기온은 15도 전후이다.
| 무나카타시의 기후                                            | 무나카타시의 기후 | 무나카타시의 기후 | 무나카타시의 기후 | 무나카타시의 기후 | 무나카타시의 기후 | 무나카타시의 기후 | 무나카타시의 기후 | 무나카타시의 기후 | 무나카타시의 기후 | 무나카타시의 기후 | 무나카타시의 기후 | 무나카타시의 기후 | 무나카타시의 기후 |
| 월                                                           | 1월               | 2월               | 3월               | 4월               | 5월               | 6월               | 7월               | 8월               | 9월               | 10월              | 11월              | 12월              | 연간              |
| ------------------------------------------------------------ | ----------------- | ----------------- | ----------------- | ----------------- | ----------------- | ----------------- | ----------------- | ----------------- | ----------------- | ----------------- | ----------------- | ----------------- | ----------------- |
| 역대 최고 기온 °C (°F)                                       | 20.4 (68.7)       | 23.5 (74.3)       | 25.2 (77.4)       | 30.4 (86.7)       | 31.6 (88.9)       | 33.7 (92.7)       | 35.8 (96.4)       | 37.2 (99.0)       | 35.6 (96.1)       | 32.4 (90.3)       | 26.8 (80.2)       | 24.8 (76.6)       | 37.2 (99.0)       |
| 일평균 최고 기온 °C (°F)                                     | 9.7 (49.5)        | 10.7 (51.3)       | 13.9 (57.0)       | 18.8 (65.8)       | 23.5 (74.3)       | 26.4 (79.5)       | 29.8 (85.6)       | 31.0 (87.8)       | 27.4 (81.3)       | 22.7 (72.9)       | 17.5 (63.5)       | 12.1 (53.8)       | 20.3 (68.5)       |
| 일일 평균 기온 °C (°F)                                       | 5.8 (42.4)        | 6.5 (43.7)        | 9.4 (48.9)        | 13.8 (56.8)       | 18.4 (65.1)       | 22.2 (72.0)       | 26.2 (79.2)       | 27.0 (80.6)       | 23.3 (73.9)       | 18.0 (64.4)       | 12.7 (54.9)       | 7.8 (46.0)        | 15.9 (60.7)       |
| 일평균 최저 기온 °C (°F)                                     | 1.7 (35.1)        | 1.9 (35.4)        | 4.4 (39.9)        | 8.6 (47.5)        | 13.4 (56.1)       | 18.6 (65.5)       | 23.1 (73.6)       | 23.8 (74.8)       | 19.7 (67.5)       | 13.4 (56.1)       | 7.9 (46.2)        | 3.3 (37.9)        | 11.7 (53.0)       |
| 역대 최저 기온 °C (°F)                                       | −5.7 (21.7)       | −9.2 (15.4)       | −5.1 (22.8)       | −1.9 (28.6)       | 2.8 (37.0)        | 5.9 (42.6)        | 14.4 (57.9)       | 16.3 (61.3)       | 6.7 (44.1)        | 1.1 (34.0)        | −1.9 (28.6)       | −4.7 (23.5)       | −9.2 (15.4)       |
| 평균 강수량 mm (인치)                                        | 85.7 (3.37)       | 76.3 (3.00)       | 119.1 (4.69)      | 134.4 (5.29)      | 137.0 (5.39)      | 230.2 (9.06)      | 302.4 (11.91)     | 177.1 (6.97)      | 150.7 (5.93)      | 84.9 (3.34)       | 91.2 (3.59)       | 76.2 (3.00)       | 1,665.2 (65.56)   |
| 평균 강수일수 (≥ 1.0 mm)                                     | 10.5              | 9.9               | 10.9              | 10.3              | 8.9               | 11.9              | 11.1              | 9.3               | 9.9               | 7.4               | 8.9               | 9.2               | 118.2             |
| 평균 월간 일조시간                                           | 100.1             | 118.2             | 159.3             | 185.4             | 200.6             | 139.9             | 178.8             | 209.0             | 164.8             | 173.1             | 134.4             | 106.5             | 1,870.1           |
| 출처: 일본 기상청 (평년값: 1991년~2020년, 극값: 1977년~현재) |                   |                   |                   |                   |                   |                   |                   |                   |                   |                   |                   |                   |                   |

### 인접한 자치체
- 후쿠쓰시
- 미야와카시
- 구라테군 구라테정
- 온가군 오카가키정·온가정

## 역사
고대부터 중국, 조선과의 무역으로 번영한 지역이다. 무나카타 대사의 신사령으로 세계유산 후보인 오키노섬을 관할한다. 아스카 시대에는 무나카타 대사가 규슈 유일의 신군(神郡)으로 지정되어 그 범위는 동쪽은 온가강, 남쪽은 미야와카시, 서쪽은 신구정에 이르렀다. 센고쿠 시대에는 무나카타 대사의 무나카타 우지사다가 유력한 다이묘로서 조야성(현 조야산)에 성을 지어 온가·구라테를 포함한 무나카타 전역을 다른 다이묘(다치바나 도세쓰나 오토모씨 등)의 침략으로부터 지켰다. 야마다 사건 등이 일어난 적도 있어 괴담이 많은 것으로도 유명하다.
- 1954년 4월 1일 - 무나카타군 아카마정·도고정·요시타케촌·난고촌·가와히가시촌이 합병해 무나카타정이 성립하였다.
- 1981년 4월 1일 - 무나카타군 무나카타정이 시로 승격해 무나카타시가 되었다.
- 2003년 4월 1일 - 인접하는 무나카타군 겐카이정과 합병해 새로운 무나카타시가 되었다.
- 2005년 3월 28일 - 무나카타군 오시마촌을 편입하였다.

## 교육
- 후쿠오카 교육대학

## 교통

### 철도
- 규슈 여객철도 가고시마 본선

### 도로
- 국도 3호선
- 국도 495호선

### 버스
- 니시테쓰 버스 무나카타

## 자매 도시
- 대한민국 경상남도 김해시
- 대한민국 제주특별자치도 서귀포시 성산읍